# Eredivisie 2019-2020 (calcio femminile)
L'edizione 2019-2020 è stata la decima dell'Eredivisie, la massima serie a carattere professionistico del campionato olandese. Il torneo prese il via il 23 agosto 2019 e si sarebbe dovuta concludere il 22 maggio 2020.
La stagione è stata sospesa il 12 marzo 2020 a causa della pandemia di COVID-19 che ha colpito i Paesi Bassi a partire dal mese di febbraio, per poi essere definitivamente sospesa il 24 aprile 2020. La KNVB non assegnò il titolo per la stagione 2019-20, assegnando i due posti spettanti alla federazione olandese nell'UEFA Women's Champions League 2020-2021 alle squadre ai primi due posti in classifica al momento della sospensione del torneo, ossia PSV e Ajax.

## Stagione

### Novità
Rispetto all'edizione 2018-2019, il numero di squadre partecipanti scese da 9 a 8 in seguito alla mancata iscrizione dell'Achilles '29 per mancanza di risorse finanziarie.

### Formato
Il formato del torneo venne confermato come doppia fase. Nella prima fase di stagione regolare le otto squadre partecipanti si sono affrontate in un girone all'italiana, affrontandosi in partite di andata e ritorno per un totale di 14 giornate. Al termine della stagione regolare, le prime quattro classificate sarebbero state ammesse al girone per il titolo, mentre le restanti quattro sarebbero state ammesse al girone per i piazzamenti; le squadre avrebbero avuto accesso alla seconda fase con metà dei punti conquistati nella prima fase, con eventuale arrotondamento per eccesso. Sia nel girone per il titolo sia nel girone per i piazzamenti le squadre si sarebbero affrontate in partite di andata e ritorno, per un totale di 6 giornate. La squadra prima classificata nel girone per il titolo sarebbe divenuta campione dei Paesi Bassi e ammessa alla UEFA Women's Champions League per la stagione successiva, assieme alla seconda classificata. Non erano previste retrocessioni.

### Avvenimenti
Dopo la 12ª giornata di campionato del 14 febbraio 2020 e i successivi recuperi, il campionato di Eredivisie prevedeva una sosta di un mese per lasciare spazio sia alla disputa della Coppa dei Paesi Bassi sia alla partecipazione della nazionale olandese alla prima edizione del Torneo di Francia, previsto dal 4 al 10 marzo 2020. Il 12 marzo 2020, a seguito dell'acuirsi della pandemia di COVID-19 nei Paesi Bassi, la federazione olandese annunciò la sospensione di tutte le competizioni calcistiche fino al 31 marzo successivo, inclusa l'Eredivisie che sarebbe dovuta riprendere il 20 marzo. Tre giorni dopo arrivò un'estensione della sospensione delle competizioni fino al 6 aprile. Il 23 marzo, a seguito della decisione del governo dei Paesi Bassi di vietare tutti gli eventi fino al 1º giugno successivo, la sospensione dei campionati venne estesa a tale data.
Il 21 aprile il governo annunciò che tutti gli eventi, che avrebbero richiesto un'autorizzazione a svolgersi, erano vietati fino al 1º settembre successivo. Nello stesso giorno la KNVB annunciò l'intenzione di sospendere definitivamente tutte le competizioni calcistiche nazionali e di consultare l'UEFA e i club al riguardo. Il 24 aprile la KNVB confermò la sospensione definitiva delle competizioni calcistiche. Il titolo di Eredivisie non venne assegnato, mentre PSV e Ajax, ai primi due posti della classifica al momento della sospensione, ottennero i due posti spettanti alla KNVB per l'UEFA Women's Champions League 2020-2021.

## Squadre partecipanti
| Club                  | Città      | Stadio                          | Stagione precedente    |
| --------------------- | ---------- | ------------------------------- | ---------------------- |
| ADO Den Haag          | L'Aia      | Cars Jeans Stadion              | 4º posto in Eredivisie |
| Ajax                  | Amsterdam  | Complesso sportivo De Toekomst  | 2º posto in Eredivisie |
| Excelsior/Barendrecht | Rotterdam  | Van Donge & De Roo Stadion      | 8º posto in Eredivisie |
| Heerenveen            | Heerenveen | Complesso sportivo Skoatterwâld | 6º posto in Eredivisie |
| PEC Zwolle            | Zwolle     | MAC³PARK Stadion                | 5º posto in Eredivisie |
| PSV                   | Eindhoven  | Jan Louwers Stadion             | 3º posto in Eredivisie |
| Twente                | Enschede   | De Grolsch Veste                | 1º posto in Eredivisie |
| VV Alkmaar            | Alkmaar    | Complesso sportivo Robonsbosweg | 7º posto in Eredivisie |

## Prima fase

### Classifica
Classifica al momento della sospensione del campionato dopo la disputa della 12ª giornata.
|        | Pos. | Squadra               | Pt | G  | V  | N | P | GF | GS | DR  |
| ------ | ---- | --------------------- | -- | -- | -- | - | - | -- | -- | --- |
| [ 11 ] | 1.   | PSV                   | 32 | 12 | 10 | 2 | 0 | 42 | 8  | +34 |
| [ 11 ] | 2.   | Ajax                  | 25 | 12 | 8  | 1 | 3 | 22 | 11 | +11 |
|        | 3.   | Twente                | 23 | 12 | 7  | 2 | 3 | 28 | 15 | +13 |
|        | 4.   | Heerenveen            | 18 | 12 | 5  | 3 | 4 | 18 | 17 | +1  |
|        | 5.   | ADO Den Haag          | 12 | 12 | 3  | 3 | 6 | 12 | 16 | -4  |
|        | 6.   | VV Alkmaar            | 10 | 12 | 2  | 4 | 6 | 19 | 29 | -10 |
|        | 7.   | PEC Zwolle            | 10 | 12 | 2  | 4 | 6 | 17 | 32 | -15 |
|        | 8.   | Excelsior/Barendrecht | 3  | 12 | 0  | 3 | 9 | 10 | 40 | -30 |

Legenda:
      Ammessa alla UEFA Women's Champions League 2020-2021.
Regolamento:
Tre punti a vittoria, uno a pareggio, zero a sconfitta.

### Risultati
Le partite indicate con "nd" non sono state disputate perché il campionato è stato definitivamente sospeso dopo la disputa della dodicesima giornata di campionato.
|                       | ADO  | Aja  | Exc  | Hee  | PEC  | PSV  | Twe  | VVA  |
| --------------------- | ---- | ---- | ---- | ---- | ---- | ---- | ---- | ---- |
| ADO Den Haag          | –––– | 1-0  | 0-0  | 1-2  | 1-2  | 0-1  | 0-1  | nd   |
| Ajax                  | 1-0  | –––- | nd   | 0-0  | 4-0  | 1-4  | 2-1  | 4-0  |
| Excelsior/Barendrecht | 1-3  | 0-2  | –––- | 0-2  | nd   | 1-5  | 2-4  | 3-3  |
| Heerenveen            | nd   | 0-1  | 2-0  | –––- | 1-0  | 1-4  | 1-3  | 3-1  |
| PEC Zwolle            | 2-4  | 2-4  | 2-2  | 3-3  | –––- | 0-4  | nd   | 2-1  |
| PSV                   | 1-1  | nd   | 9-1  | 1-1  | 4-0  | –––- | 1-0  | 5-0  |
| Twente                | 4-0  | 2-1  | 4-0  | nd   | 2-2  | 2-3  | –––- | 3-3  |
| VV Alkmaar            | 1-1  | 1-2  | 4-0  | 3-2  | 2-2  | nd   | 0-2  | –––- |

## Statistiche

### Classifica marcatrici
Prima fase
| Gol |  |  | Giocatore                   | Squadra    |
| --- |  |  | --------------------------- | ---------- |
| 16  |  |  | Joëlle Smits                | PSV        |
| 13  |  |  | Katja Snoeijs               | PSV        |
| 9   |  |  | Fenna Kalma                 | Heerenveen |
| 9   |  |  | Marjolijn van den Bighelaar | Ajax       |
| 8   |  |  | Renate Jansen               | Twente     |
| 5   |  |  | Nikita Tromp                | PEC Zwolle |